# 애정응해유적양자 : 사랑은 이래야 해
《애정응해유적양자 : 사랑은 이래야 해》(爱情应该有的样子)는 2022년 방송되었던 중국의 드라마이다.

## 줄거리
- 32살의 인이커는 회사에서나 집에서나 주도면밀하게 완벽한 삶을 산다. 그녀는 언제나 지치지 않는 원더우먼처럼 주변 사람들을 보살피지만, 유독 자신을 챙기지 않는다. 그녀는 어릴 적에 '쉬광시'라는 소년의 집에서 자주 밥을 얻어먹었는데, 어느 날 편의점에서 햇살 같은 그와 재회한 후, 그녀의 마음 한구석에 한 줄기 빛이 비친다. 그가 유학에서 돌아온 후 재회했는데, 어렸을 적에 그에게 의존하던 마음이 주체할 수 없는 설렘으로 변하는데...

## 등장 인물
- 안젤라베이비 - 인이커 역
- 라이관린 - 쉬광시 역
- 전의동 (田依桐) - 친이란 역
- 류이동 (刘怡潼) - 인이보 역
- 장도 (章涛) - 천예 역
- 관재정 (管梓净) - 천무선 역
- 장하오웨이 - 왕쉬동 역
- 능미사 (凌美仕) - 시아샤오민 역
- 차오전위 - 리쯔린 역

## 참고 사항
- 현지에서 종영한지 한달만에 채널차이나에서 VOD 저작권을 구입했다 국내 방송일자는 11월 5일이다
- 해당드라마 엔딩곡은 F(x)의 멤버인 엠버가 참여했다.